# グランヴィル・ルーソン＝ゴア (初代グランヴィル伯爵)
初代グランヴィル伯爵グランヴィル・ルーソン＝ゴア（英: Granville Leveson-Gower, 1st Earl Granville、1773年10月12日 - 1846年1月8日）は、イギリスの貴族、外交官、政治家。バス勲章ナイト・グランド・クロス勲爵士（GCB）、枢密顧問官（PC）。
在ロシア大使や在フランス大使を務めた。1786年から1814年まではグランヴィル・ルーソン＝ゴア卿（Lord Granville Leveson-Gower）の儀礼称号を称し、1814年に初代グランヴィル子爵、1833年に初代グランヴィル伯爵となった。

## 経歴
第2代ゴア伯爵グランヴィル・ルーソン＝ゴア（後の初代スタッフォード侯爵）とその三人目の妻であるスザンナの間に末子として生まれる。母親のスザンナは第6代ギャロウェイ伯爵アレグザンダー・ステュアートの娘。異父兄にゴア伯爵・スタッフォード侯爵を継承した後サザーランド公爵へ叙されたジョージがいる。
オックスフォード大学クライスト・チャーチで教育を受け、1799年に民法学博士号（D.C.L.）を授与される。
1795年から1799年までスタッフォードシャー州リッチフィールド選挙区選出の、1799年からグランヴィル子爵に叙される1815年までスタッフォードシャー州選挙区選出のホイッグ党所属庶民院議員。
1800年、首相のウィリアム・ピット（小ピット）によってジョン・トマス・タウンゼンドの後任の大蔵卿委員（Lord of the Treasury）へ任じられる。1804年に枢密顧問官に列せられた。
1804年から1806年、および1807年にはロシア帝国駐箚イギリス特命全権大使としてサンクトペテルブルクへ赴任した。
1809年、第3代ポートランド公爵ウィリアム・キャヴェンディッシュ＝ベンティンクの第2次内閣に陸軍卿（Secretary at War）として入閣。
首相スペンサー・パーシヴァルを1812年に暗殺したジョン・ベリンガムが本来標的にしていたのはルーソン＝ゴアであった。ロシアとの貿易ブローカーをしていたベリンガムは、自身の事業が失敗した恨みを前ロシア大使のルーソン＝ゴアに向けていたためである。
1815年、「カウンティ・オヴ・スタッフォードにおけるストーン・パークのグランヴィル子爵」（Viscount Granville, of Stone Park in the County of Stafford; 連合王国貴族）に叙された。
1823年にネーデルラント連合王国駐箚イギリス特命全権大使としてデン・ハーグへ赴任。1824年には友人でもあった外務大臣ジョージ・カニングによってフランス王国駐箚イギリス特命全権大使に任じられ1828年までパリに派遣される。1830年に首相となった第2代グレイ伯爵チャールズ・グレイは彼を在フランス大使に再任した。1835年に帰国するも同年に再び大使を拝命し、第2代メルバーン子爵ウィリアム・ラムが退陣する1841年まで務めた。
この間1825年にバス勲章ナイト・グランド・クロス勲爵士を授けられ、1833年には「カウンティ・オヴ・スタッフォードにおけるストーンのルーソン男爵」（Baron Leveson, of Stone, in the County of Stafford）および「グランヴィル伯爵」（Earl Granville; ともに連合王国貴族）に叙されている。
1846年1月8日にロンドン・メイフェアのブルートン・ストリートで死去し、スタッフォードシャー州ストーンに葬られた。￡160,000の遺産を残した。

## 家族

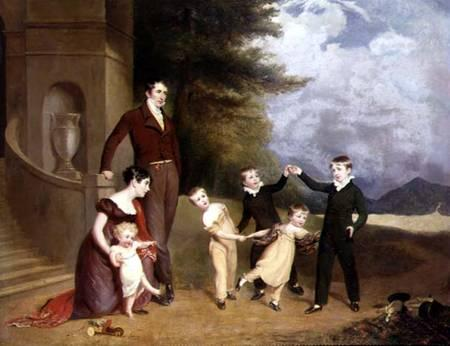
トマス・フィリップスが描いたグランヴィル夫妻と家族（1815年）。ただし第一子は娘なのに描かれた最年長の子供が男であるなど、性別や年齢に矛盾がある。

ルーソン＝ゴアは1809年12月24日に第5代デヴォンシャー公爵ウィリアム・キャヴェンディッシュの娘であるレディ・ハリエット・キャヴェンディッシュとミドルセックス州チジックで結婚した。彼女との間に三男二女をもうけた。
- レディ・スーザン・ジョージアナ・ルーソン＝ゴア （1810年 - 1866年） - 第4代リヴァーズ男爵（英語版）ジョージ・ピット＝リヴァーズ（英語版）夫人
- レディ・ジョージアナ・シャーロット・ルーソン＝ゴア（英語版） （1812年 - 1885年） - アレグザンダー・ジョージ・フラートン夫人。小説家
- 第2代グランヴィル伯爵グランヴィル・ジョージ・ルーソン＝ゴア （1815年 - 1891年） - 1846年襲爵。外務大臣、枢密院議長、植民地大臣
- オナラブル・グランヴィル・ウィリアム・ルーソン＝ゴア （1816年 - 1833年）
- オナラブル・エドワード・フレデリック・ルーソン＝ゴア（英語版） （1819年 - 1907年） - 庶民院議員

また彼は初代スペンサー伯爵ジョン・スペンサーの娘で第3代ベスボロー伯爵フレデリック・ポンソンビー夫人のヘンリエッタ・フランセスと不倫関係にあった。彼女との間に二人の庶子が生まれている。
- ハリエット・エマ・アランデル・ステュアート （1801年 - 1852年） - 第8代リーズ公爵ジョージ・オズボーン夫人
- ジョージ・アランデル・ステュアート （1804年頃 - 1875年）